# Tylocephale
Tylocephale gilmorei
Genre
Espèce
Tylocephale est un genre fossile de dinosaures pachycéphalosaures ayant vécu en Mongolie au cours du Crétacé supérieur.
Une seule espèce est rattachée au genre : Tylocephale gilmorei, décrite en 1974 par Maryańska  & Osmólska. Elle a été découverte dans la formation géologique de Barun Goyot datée du Maastrichtien basal soit il y a environ 71 à 72 Ma